# 포이아노델라키아나
포이아노델라키아나  (Foiano della Chiana) 이탈리아 토스카나주의 아레초도 동부에 위치한 코무네 (지방자치단체)이다. 작은 농업 도시이며, 시날룬가와 코르토나 사이에 자리 잡고 있다. 해마다 열리는 카니발로 유명하다.

## 역사

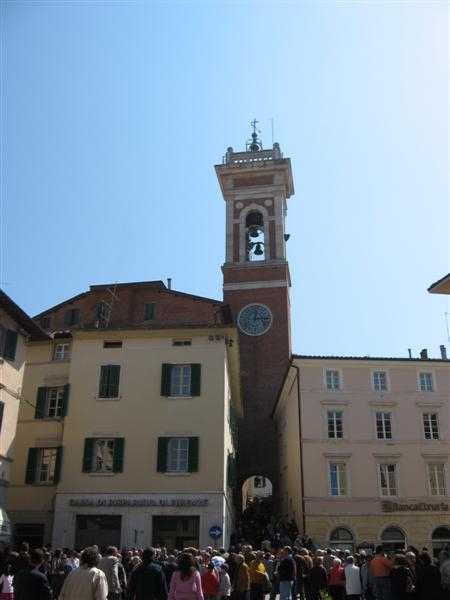
포이아노델라키아나

포이아노의 명칭은 전승에 따르면 신 야누스에서 전래했다고 전해지며, 그가 테베레강 아래에서 올라와 한 언덕의 그늘에서 쉬었을 때 그 언덕을 '플로스 야누스'(Flos Janus)라고 칭했다고 한다. 또한 서기 842년경의 것으로 추정하는 한 양피지에서 로타르 1세가 '캄푸스 푸기아누스'(Campus Fugianus)라고 하는 로마의 도시를 언급한 것이 발견되기도 했다.
1383년, 포이아노의 소유권은 아레초에서 피렌체에로 넘어갔고 이곳 주민들은 도시를 둘레로 성벽을 쌓았다. 1387년 도시는 자유 코무네가 되었고 처음으로 자치 공동체 법령이 제정되었다. 아라곤인들과 공방전이 끝나고 난 뒤, 포이아노는 피렌체의 소유로 돌아왔고 심장 모양을 한 새로운 도시 성벽이 1480년에 세워졌다.
포이아노는 발디키아나에서 가장 좋은 방어 지점에 위치했는데 이곳의 삼면이 늪지로 둘러싸여 있었기 때문이었다. 이곳으로 진입하려면, 거주민들과 방문자들은 배를 타 늪지를 건너 오던가 아니면 육상으로 건너가야 했다. 늪지가 존재했던 곳은 현재 키아나강이 흐른다. 포이아노의 성은 도시 남쪽에 세워졌고 이곳을 지배했던 자들에 따라 주인이 많이 바뀌었다. 레오나르도 다 빈치는 1502년 포이아노에 도착하여 발디키아나의 배수 및 그 유명한 발디키아나 지도 제작 등의 계획을 세우기 시작했다. 1525년, 포이아노는 배수 작업을 위해 늪지를 메디치 가문에 넘겨준 첫 코무네였다. 발디키아나를 방수하는 데 3세기의 시간이 걸렸고, 로트링겐 가문 지배 때까지 계속 이어졌다. 1554년 시에나가 멸망하, 모든 영역이 메디치 가문의 소유로 넘어오게 되고 나서야, 조정이 이뤄지고 완전한 형태의 개간 계획을 수립할 수 있었다. 레오나르도 다 빈치, 안토니오 다 산갈로 일 조바네, 발다사레 페루치, 비뇰라 등의 인물들이 이 작업에 관여되어 있다.
1789년, 나폴레옹의 군대가 토스카나를 통해 진격해왔으나, 프랑스 혁명이 이전부터 피렌체의 보호를 누리던 포이아노에 영향을 미친 것은 없었다. 1862년, 포이아노는 포이아노델라키아나 (Foiano della Chiana)라는 이름을 썼고 일반 투표를 통해 시의회를 구성하는 최초의 코무네 중 하나였다.

## 주요 볼거리
성벽으로 둘러싸인 도시 내부에, 안드레아 델라 로비아 및 르네상스 시기 다른 유명한 예술가들의 예술품 및 건축물들이 존재한다.
'산 미켈레 안르칸젤로' 교회 내부, 남쪽 재단에는 로렌초 리피가 그린 '로사리오의 성모'가 북쪽 재단에는 델라 로비아와 그의 아들 조반니가 1495년에서 1500년경에 제작한 도료를 칠한 테라코타인 '승천'이 있다.
'Corso Vittorio Emanuele' 도로는 콜레기아타 광장으로 이어지며, 이곳에는 안드레아 델라 로비아가 1502년에 제작한 '토마의 띠'와, 루카 시뇨렐리 화파가 제작한 '성모대관'이 있다.
'산타 마리아 델라 프라테르니타'는 조반니 카밀로 사그레스타니의 그림 네 점과 안드레아 델라 로비아가 숙부 루카를 모델로 해서 제작한 조각상 '성모와 아이' (1460년경)이 있다.
포이아노의 건축물에는 카보우르 광장 한쪽에 있는 14세기의 프레토리오 궁전, 다른 쪽의 16-17세기에 건설된 로게 궁전이 있다. 로게 궁전은 페르디난도 2세 데 메디치의 거처였고 현재 시립 역사 자료실과 도서관이 건물 내부에 위치해 있으며, 일부 홀은 전시실로 쓰이고 있다. 탑은 최근에 보수되어, 본래의 규모와 파사드 등을 유지하고 있다. 1570년에 '몬티 피오'라고 불리던 가리발디 극장 및 네리세르네리 궁전 등도 구도심에 존재한다. 또한 메디치 가문의 문장이 새겨져 있는 곡물 로자는 포이아노의 오랜 역사를 상징하는 좋은 예시이기도 하다. 도시 근처에는 조르조 바사리가 코시모 1세를 위해 스칸나갈로 전투의 승리에 대한 헌정을 하며 지은 작은 팔각형 모양의 산토 스테파노 델라 비토리아 사원이 있다.

## 유명 인물
- 안토니오 치르치냐니 (1560년–1620년) - 후기 르네상스의 화가. 작품에는 키에사 델라 산티시마 트리니타 교회에 있는 '삼위일체'가 있다.
- 루이지 반누치니 (1828년–1911년) - 작곡가 및 보컬 트레이너
- 마리오 루크레치오 레알리 (born Foiano 1939) - 이탈리아 시인, 저술가이자 천연가스 및 석유 전문가
- 알레산드로 페이 (1978년 출생) - 이탈리아 국대 출신의 이탈리아 배구 선수
- 루카 반니 (1985년 출생) - 이탈리아 테니스 선수. 주로 ATP 챌린저 투어와 ITF 남자 월드 테니스 투어 등에 단식 및 복식으로 출전하고 있다

## 같이 보기
- 포이아노델라키아나 카니발